# Toxorhina occlusa
Toxorhina occlusa är en tvåvingeart som beskrevs av Edwards 1928. Toxorhina occlusa ingår i släktet Toxorhina och familjen småharkrankar. Inga underarter finns listade i Catalogue of Life.